# 持丸加賀
持丸 加賀（もちまる かが、1993年11月6日 - ）は、日本の俳優・声優。東京都練馬区出身。有限会社TMエンタテインメント所属。
身長163cm、体重49kg。

## 出演

### テレビドラマ
- ホームレス中学生（2008年、フジテレビ）- 山野哲夫 役
- 高校生レストラン（2011年5月 - 7月、日本テレビ） - 水野健太 役
- リアル鬼ごっこ THE ORIGIN 第5話（2013年5月9日、テレビ埼玉・他） - 佐藤隆幸 役
- たべるダケ 第10話（2013年9月13日、テレビ東京） - 石井優斗 役

### 映画
- 釣りバカ日誌14 お遍路大パニック!（2003年） - 浜崎鯉太郎 役
- 釣りバカ日誌15 ハマちゃんに明日はない!?（2004年） - 浜崎鯉太郎 役
- 釣りバカ日誌16 浜崎は今日もダメだった♪♪（2005年） - 浜崎鯉太郎 役
- 釣りバカ日誌17 あとは能登なれハマとなれ!（2006年） - 浜崎鯉太郎 役
- 釣りバカ日誌18 ハマちゃんスーさん瀬戸の約束（2007年） - 浜崎鯉太郎 役
- 釣りバカ日誌19 ようこそ!鈴木建設御一行様（2008年） - 浜崎鯉太郎 役
- 釣りバカ日誌20 ファイナル（2009年） - 浜崎鯉太郎 役
- ALWAYS 三丁目の夕日（2005年） - 雄一郎　役
- ALWAYS 続・三丁目の夕日（2007年） - 三浦雄一郎 役
- ALWAYS 三丁目の夕日'64（2011年）- 三浦雄一郎 役

### アニメ
- カンフーハッスル
- ブラザーフッド

### 吹き替え
- シャークボーイ&マグマガール 3-D
- スター・ウォーズ エピソード3/シスの復讐